# تادئوش فی‌یفسکی
تادئوش فی‌یِفسکی (لهستانی: Tadeusz Fijewski؛ ‏ ۱۴ ژوئیهٔ ۱۹۱۱ – ۱۲ نوامبر ۱۹۷۸) بازیگر سینما و تئاتر اهل کشور لهستان بود. وی بین سال‌های ۱۹۲۷ تا ۱۹۷۸ در ۵۰ فیلم بازی کرد.
از فیلم‌هایی که وی در آن‌ها نقش داشته‌است، می‌توان به نخستین روز آزادی، جنگل جوان، دختر ژنرال پانکراتوف، روزها و شب‌ها، وداع ناممکن، بال‌های سیاه و سه گام روی زمین اشاره نمود.